# Hauptadjutant
Der Hauptadjutant ist ein Dienstgrad der Schweizer Armee (Abk.: Hptadj, französisch Adjudant-major, adj maj, italienisch Aiutante maggiore, aiut magg), den es seit 1. Januar 2004 gibt.
Diesen Grad bekleiden Berufsunteroffiziere, die als Führungsgehilfen der Schulkommandanten amten, sowie höhere Unteroffiziere der Miliz, die im Stab einer Brigade eingeteilt sind.
Berufsunteroffiziere sind einerseits als Führungsgehilfe des Schulkommandanten eingesetzt. Der Hauptadjutant ist die rechte Hand des Kommandanten. Unter anderem ist er Personalverantwortlicher der Schule und Vertrauensperson für die Mitarbeiter aller Kategorien. Er ist für die Weiterentwicklung und Laufbahnplanung des, an der Schule eingesetzten, Personals verantwortlich.
Andererseits bekleiden Hptadj verschiedene weitere Funktionen wie Klassenlehrer an Lehrgängen für höhere Unteroffiziere oder Klassenlehrer an der Berufsunteroffiziersschule der Armee (BUSA).
Miliz Hauptadjutanten werden im Brigadestab in den Führungsgrundgebieten 1 (Personelles), 2 (Nachrichtendienst), 4 (Logistik) und 5 (Territorialdienst) eingesetzt. Sie leisten ihren Dienst gemäss einem differenzierten Pflichtenheft.   
In Auslandseinsätzen wird er als Master Warrant Officer bezeichnet (MWO). NATO-Rangcode: OR-9.
Das Dienstgradabzeichen besteht aus zwei übereinander stehender Winkel mit einem quer liegenden Balken darunter. In der Mitte einem in ein Blattwerk eingefasstes Schweizerkreuz (Ordonnanzkreuz) und darüber nochmals zwei übereinander stehender Winkel.
| Logo der Schweizer Armee | Niedrigerer Grad Stabsadjutant | Unteroffiziersgrad Hauptadjutant | Höherer Grad Chefadjutant |
| Einordnung: Mannschaften – Unteroffiziere – Höhere Unteroffiziere – Subalternoffiziere – Hauptleute – Stabsoffiziere – Höhere Stabsoffiziere – Oberbefehlshaber der Armee Überblick: Grade der Schweizer Armee |                                |                                  |                           |